# ماری تودور
ماری تودور دختر هنری هفتم پادشاه انگلستان که در نهم اکتبر ۱۵۱۴ در ۱۸ سالگی با لوئی دوازدهم پادشاه ۵۲ ساله فرانسه و با هدف تأمین دوستی این کشور با انگلستان که قرن‌ها با هم جنگ و ستیز داشتند، ازدواج کرد. وی پس از ازدواج به عنوان ملکه فرانسه تاج بر سر گذارد. این ازدواج بیش از سه ماه طول نکشید و با مرگ ناگهانی لوئی دوازدهم پایان یافت و در نتیجه دوستی دو کشور هم قوام نگرفت و دوام نیافت.
ماری از ازدواج اجباری نخست خود خوشحال نبود، ولی برادر وی هنری هشتم در نظر داشت ترتیبی دهد که ازدواج دوم وی را نیز در راستای منافع سیاسی باشد. به همین منظور چارلز براندون را برای برگرداندن ماری به انگلستان، به فرانسه اعزام کرد. اما چارلز و ماری در فرانسه پنهانی با یکدیگر ازدواج کردند. این در حالی بود که در انگلستان ازدواج اعضای خاندان پادشاهی باید با خرسندی پادشاه انجام گیرد. هنری هشتم از این ازدواج ناراضی بود و حتی مشاورانش به وی توصیه کردند چارلز را اعدام کند. در نهایت با پادرمیانی توماس ولسی و به دلیل علاقه شاه به چارلز و ماری از اعدام وی صرف‌نظر و به جریمه مالی سنگین بسنده شد. ماری تودور از ازدواج دوم خود چهار فرزند، دو پسر و دو دختر داشت. هر دو پسر وی هنری نامیده شدند و در کودکی از دنیا رفتند.
ماری تودور در ۲۵ ژانویه ۱۵۳۳ میلادی، در وستورپ هال، سافک درگذشت.